# Aromajockey
Een aromajockey of aromadj mengt geuren op allerlei evenementen, zoals een diskjockey muziek mengt. Hij verspreidt ze met behulp van een of meerdere ventilatoren.
De aromajockey speelt in op de sfeer en stemming van het publiek en de locatie. Hierdoor kan een aromajockey een extra zintuiglijke ervaring genereren.
In 2022 beoefende Klaas van Kruistum het vak in zijn programma Klaas kan alles.